# Golden Boy 2018
De Golden Boy 2018 was de 16e editie van de Golden Boy Award. Op 17 december 2018 werd de Nederlander Matthijs de Ligt uitgeroepen als winnaar. De laureaat van het jaar daarvoor, Kylian Mbappé, eindigde slechts dertiende. Tot de 40 genomineerden behoorden ook onder andere Justin Bijlow, Moussa Djenepo, Ritsu Doan en Moussa Wagué. Enkel spelers geboren vanaf 1 januari 1998 kwamen in aanmerking voor een nominatie.

## Uitslag
| Nr. | Winnaar                | Club                | Ptn |
| --- | ---------------------- | ------------------- | --- |
| 1.  | Matthijs de Ligt       | AFC Ajax            | 224 |
| 2.  | Trent Alexander-Arnold | Liverpool FC        | 149 |
| 3.  | Justin Kluivert        | AS Roma             | 101 |
| 4.  | Patrick Cutrone        | AC Milan            | 97  |
| 5.  | Vinícius Júnior        | Real Madrid         | 90  |
| 6.  | Houssem Aouar          | Olympique Lyon      | 44  |
| 7.  | Gedson Fernandes       | SL Benfica          | 29  |
| 8.  | Achraf Hakimi          | Borussia Dortmund   | 28  |
| 9.  | Phil Foden             | Manchester City     | 26  |
| 10. | Dayot Upamecano        | RB Leipzig          | 22  |
| 10. | Dani Olmo              | Dinamo Zagreb       | 22  |
| 12. | Amadou Haidara         | Red Bull Salzburg   | 20  |
| 13. | Kylian Mbappé          | Paris Saint-Germain | 14  |
| 14. | Diogo Dalot            | Manchester United   | 11  |
| 15. | Éder Militão           | FC Porto            | 10  |
| 16. | Tom Davies             | Everton FC          | 9   |
| 17. | Josip Brekalo          | VfL Wolfsburg       | 7   |
| 18. | Odsonne Édouard        | Celtic FC           | 6   |
| 19. | Kelvin Adou            | Toulouse FC         | 1   |
| 20. | Jonathan Ikone         | Lille OSC           | 0   |